# Abbaye Saints-Crisant-et-Daria de Bad Münstereifel
L'abbaye Saints-Crisant-et-Daria est une ancienne abbaye bénédictine de Bad Münstereifel, dans le Land de Rhénanie-du-Nord-Westphalie et l'archidiocèse de Cologne.

## Histoire
Le monastère bénédictin est fondé en 830 par des moines de Prüm ; il est à l'origine de la ville. En 844, on installe les reliques de Crisant et Daria, il devient un lieu de pèlerinage. La basilique est bâtie au XIe siècle. Après la dissolution du monastère en 1803, elle se dégrade. La tour au nord-ouest s'effondre en 1872, elle est reconstruite et restaurée en 1890. Après la Seconde Guerre mondiale, l'église, qui a subi des dommages mineurs, est rénovée à l'extérieur et à l'intérieur puis adaptée à la liturgie de 1965.

## Architecture
La basilique voûtée à trois nefs est orientée nord-nord-est. La nef à trois travées continue avec un chœur en trois parties, bâtie au-dessus d'une crypte à cinq nefs. Le massif occidental est à l'exemple de l'église Saint-Pantaléon de Cologne. Au-dessus de la croisée du transept se dresse une tour centrale de deux étages sur une base carrée, qui est complétée par un toit pyramidal plat. L'aile occidentale est dominée par un grand vestibule voûté.

## Source de la traduction
- (de) Cet article est partiellement ou en totalité issu de l’article de Wikipédia en allemand intitulé « St. Chrysanthus und Daria (Bad Münstereifel) » (voir la liste des auteurs).